# Bercsényi Imre
Székesi báró Bercsényi Imre (1589 – Prága, 1639. szeptember 25.) tábornok, a nógrádi vár főkapitánya, a Szent Sír lovagja, a neves Bercsényi család sarja.

## Élete
Bercsényi László szörényi bán és Baládffy Borbála harmadik gyermeke. Tanulmányait külföldi egyetemeken végezte, majd hazatérve megházasodott, Lugossy Borbálát vette nőül, akivel jelentős birtokokat kapott hozományul. 1616–17-ben mint hitbuzgó katolikus Rómába ment, majd a Szentföldre zarándokolt a Megváltó sírjához. Többször is járt a sírnál, ezért a jeruzsálemi pátriárka a Szent Sír lovagja címet adományozta neki, és engedélyezte számára, hogy Jeruzsálem címerét a saját címerébe beolvaszthassa. Visszatért Erdélybe, ahol Bethlen Gábor szolgálatába állt, aki 1625-ben követségbe küldte Bercsényit a budai vezírhez. Később összetűzésbe keveredett Bethlennel, és felajánlotta szolgálatait II. Ferdinándnak. A király elfogadta az ajánlatot, így lett Bercsényi a magyar királyi udvari kamara tanácsosa. 1634-ben követségben járt I. Rákóczy György fejedelemnél. 1638-ban a nógrádi vár főkapitánya volt, de egy évvel később már a prágai ostrom idején a fejedelemnek jelentős huszársereget toborzott. Ezért 1639 júliusában báró címmel ruházták fel. Az általa toborzott sereg élén a prágai csatamezőn esett el.

## Családja
Magyarpéterdi Lugossy János lippai főkapitány leányát, Borbálát (?–1653) vette nőül, négy gyermekük született:
- László (1616–1657) damasdi főkapitány
- Imre (1617–1660)
- Erzsébet (1627–1671) a pozsonyi klarissza-rendi apácazárda főnöknője
- Miklós (1633–1689) királyi tábornok, dunán-inneni helyettes főkapitány; neje: Rechberg-Rothenlöwen Mária grófnő (?–1684)